# Valentin nap (film)
A Valentin nap (eredeti cím: Valentine’s Day) 2010-ben bemutatott amerikai film, amelynek a rendezője Garry Marshall, a producerei Mike Karz, Wayne Allan Rice és Josie Rosen, a forgatókönyvírói Katherine Fugate, Abby Kohn és Marc Silverstein, a zeneszerzője John Debney. A főszerepekben Jessica Biel, Jessica Alba, Anne Hathaway és Bradley Cooper láthatóak. A mozifilm a New Line Cinema gyártásában készült, a Warner Bros. forgalmazásában jelent meg. Műfaját tekintve romantikus filmvígjáték.
Amerikában 2010. február 12-én, Magyarországon 2010. február 11-én mutatták be a mozikban.

## Cselekmény
Valentin nap van, és a virágárus Reed Bennett (Ashton Kutcher) megkéri barátnője, Morley Clarkson (Jessica Alba) kezét, aki elfogadja a kérést. Reed legjobb barátai, Alfonso Rodriguez (George Lopez) és Julia Fitzpatrick (Jennifer Garner) nem lepődnek meg, amikor Morley meggondolja magát, és ugyanezen a napon elhagyja Reed-et. Kate Hazeltine (Julia Roberts) – egy kapitány az amerikai hadseregben – éppen egy Los Angelesbe tartó repülőjáraton utazik az egy napos szabadságán, miközben összebarátkozik Holden Wilson-nal (Bradley Cooper). Amikor a gép leszáll és Kate-nek órákat kell várnia egy taxira, Holden felajánl egy fuvart a limuzinjával, amit Kate el is fogad.
Julia, egy általános iskolai tanár beleszeret Dr. Harrison Copeland-be (Patrick Dempsey), de nem tudja, hogy neki már van felesége, Pamela (Katherine LaNasa). Harrison elmondja neki, hogy San Fransiscoba kell mennie egy üzleti útra. Hogy meglepje, Julia szintén San Franciscóba repül, Reed figyelmeztetése ellenére. Julia megtudja, hogy Harrison-nak van felesége, és megszerzi az étterem nevét, ahol aznap este fognak vacsorázni. Az étterem tulajdonosa megengedi Julia-nak, hogy beöltözzön pincérnőnek, így aztán jelenetet rendez, és Pamela gyanakodni kezd. Julia egyik diákja, Edison (Bryce Robinson), virágokat rendel Reed-től, hogy elküldje a tanárának. Julia azt tanácsolja Edison-nak, hogy adja inkább az osztálytársának, egy Rani nevű lánynak a virágokat, aki bele van zúgva.
Edison bébiszittere, Grace Smart (Emma Roberts), azt tervezi, hogy elveszti a szüzességét a barátjával, Alex Franklin-nel (Carter Jenkins). A megtervezett találkozás rosszul sül el, mikor Grace édesanyja meglátja a meztelen Alex-et Grace szobájában, éppen egy Grace-hez írt dalt énekelve. Edison nagyszülei, Edgar (Héctor Elizondo) és Estelle Paddington (Shirley MacLaine) a hosszú házasság problémáival küszködnek. Estelle elismeri, hogy viszonya volt az egyik üzleti partnerével. Habár borzasztóan sajnálja a dolgot, Edgar nagyon dühös. Grace középiskolás barátai, Willy Harrington (Taylor Lautner) és Felicia Miller (Taylor Swift) egy új szerelmet tapasztalnak meg, és megegyeznek, hogy várnak még a szexel.
Sean Jackson (Eric Dane), egy bezárkózott, meleg, profi futballista éppen a karrierje befejezését fontolgatja az újságírójával, Kara Monahan-nel (Jessica Biel), és az ügynökével, Paula Thomas-szal (Queen Latifah). Kara megszervezi az éves „Utálom a Valentin-napot” buliját, de érdekeltté válik a sport riporter Kelvin Moore (Jamie Foxx) iránt, aki szintén utálja az ünnepet, és akit a főnöke, Susan Moralez (Kathy Bates) arra utasított, hogy csináljon egy Valentin napi riportot. Paula felbérelt egy Liz Curran (Anne Hathaway) nevű új recepcióst, aki Jason Morris-sal (Topher Grace), a hivatalnokkal randevúzik. Jason megdöbben, amikor észreveszi, hogy Liz telefonszexel. Liz elmagyarázza, hogy csak azért csinálja, mert 100.000 dollár diákhitele van. Jason mérges, de végül kibékül vele, miután látja, hogy Edgar megbocsát Estelle-nek.
Sean szerepel az országos TV-ben és Holden, a szeretője, visszamegy hozzá. Kate hazamegy, hogy üdvözölje fiát, Edison-t. Willy hazaviszi Felicia-t egy randevú után, és csókolóznak. Kelvin és Kara együtt lógnak Kelvin TV állomásán, később pedig megcsókolják egymást. Alfonso együtt vacsorázik a feleségével, Grace és Alex pedig megegyeznek, hogy várnak még a szexszel. Edgar és Estelle újrateszik házassági fogadalmukat, Harrison pizzát eszik egyedül, miután Pamela elhagyja, Morley pedig próbálja Reed-et hívni, amíg Julia és Reed belekezdenek egy romantikus kapcsolatba.

## Szereplők

### Főszereplők
- Jessica Alba –– Morley Clarkson (Zakariás Éva)
- Jessica Biel –– Kara Monahan (Kovács Patrícia)
- Bradley Cooper –– Holden Wilson (Hevér Gábor)
- Eric Dane –– Sean Jackson (Szabó Sipos Barnabás)
- Patrick Dempsey –– Dr. Harrison Copeland (Rajkai Zoltán)
- Héctor Elizondo –– Edgar Paddington (Végvári Tamás)
- Jamie Foxx –– Kelvin Moore (Kálid Artúr)
- Jennifer Garner –– Julia Fitzpatrick (Kisfalvi Krisztina)
- Topher Grace –– Jason Morris (Miller Zoltán)
- Anne Hathaway –– Elizabeth „Liz” Curran (Nagy-Németh Borbála)
- Ashton Kutcher –– Reed Bennett (Nagy Ervin)
- Taylor Lautner –– William „Willy” Harrington (Hamvas Dániel)
- Shirley MacLaine –– Estelle Paddington (Bánsági Ildikó)
- Emma Roberts –– Grace Smart (Bogdányi Titanilla)
- Julia Roberts –– Cpt. Katherine „Kate” Hazeltine (Tóth Enikő)
- Taylor Swift –– Felicia Miller (Oroszlán Szonja)
- George Lopez –– Alfonso Rodriguez (Scherer Péter)
- Carter Jenkins –– Alexander „Alex” Franklin (Gacsal Ádám)
- Kathy Bates –– Susan Moralez (Molnár Piroska)
- Queen Latifah –– Paula Thomas (Kocsis Mariann)
- Bryce Robinson –– Edison Hazeltine (Ducsai Ábel)

### Mellékszereplők
- Matthew Walker –– Greg Gilkins (Fesztbaum Béla)
- Larry Miller –– Túlsúlyos csomagok ügyintézője (Háda János)
- Jonathan Morgan Heit –– Tough Franklin
- Beth Kennedy –– Ms. Claudia Smart
- Katherine LaNasa –– Pamela Copeland (Bertalan Ágnes)
- Joe Mantegna –– Dühös sofőr
- Brooklynn Proulx –– Madison Copeland
- Kristen Schaal –– Ms. Gilroy
- Christine Lakin –– Heather (Mezei Kitty)
- Aramis Knight –– Hang
- Cyrus Alexander –– Cisco, a csalfa (Csőre Gábor)
- Sarah Lilly –– Nő a kutyával (Tóth Judit)
- Larrs Jackson –– Redmond, sofőr a reptéren (Konrád Antal)

## Médiamegjelenés
A Valentin nap 2010. május 18-án jelent meg DVD-n és Blu-rayen. Magyarországon 2010. június 16-án adták ki.

## Folytatás
2010-ben Garry Marshall rendezett egy filmet, Szilveszter éjjel címmel, amiben szintén szerepelt Jessica Biel és Ashton Kutcher, csak más karakterekként. Azonban a film, amit 2011. december 9-én adtak ki, nem a Valentin-nap folytatása.